# Meeting Internazionale Città di Savona 2024
Il XIII Meeting Internazionale Città di Savona - Memorial Giulio Ottolia è stato la 13ª edizione dell'annuale meeting di atletica leggera, tappa del circuito World Athletics Continental Tour 2024 livello Challenger. Le competizioni hanno avuto luogo presso il Complesso polisportivo "Fontanassa" di Savona il 15 aprile 2024.

## Risultati
Di seguito i primi tre classificati di ogni specialità.

### Uomini
| Specialità     | 1º classificato   | Prestazione | 2º classificato           | Prestazione | 3º classificato | Prestazione |
| 100 m          | Jeremiah Azu      | 10"08       | Yenns Fernandez           | 10"19       | Roberto Rigali  | 10"31       |
| 200 m          | Reynier Mena      | 20"44       | Williams Reis             | 20"71       | Taymir Burnet   | 20"80       |
| 400 m          | Charles Dobson    | 44"46       | Mihai Sorin Dringo        | 45"84       | Trevor Stewart  | 45"99       |
| 1500 m         | Ignacio Fontes    | 3'36"51     | Mohad Abdikadar Sheik Ali | 3'37"45     | Archie Davis    | 3'38"83     |
| 110 m hs       | Omar McLeod       | 13"37       | Joshua Zeller             | 13"42       | Enrique Llopis  | 13"43       |
| 400 m hs       | Alastair Chalmers | 49"10       | Joshua Abuaku             | 49"24       | Thomas Barr     | 49"90       |
| Salto in lungo | Mattia Furlani    | 8,36 m      | Ruswahl Samaai            | 8,05 m      | Nikithemba Hani | 7,96 m      |
| Getto del peso | Leonardo Fabbri   | 22,95 m     | Scott Lincoln             | 21,14 m     | Kyle Blignaut   | 20,44 m     |

     Prestazione che stabilisce il nuovo record del meeting.

### Donne
| Specialità   | 1º classificato   | Prestazione | 2º classificato        | Prestazione | 3º classificato     | Prestazione |
| 100 m        | Zaynab Dosso      | 11"02       | Patrizia van der Weken | 11"12       | Michelle-Lee Ahye   | 11"16       |
| 200 m        | Maboundou Koné    | 22"88       | Jaël Bestué            | 23"04       | Imke Vervaet        | 23"13       |
| 400 m        | Sharlene Mawdsley | 51"43       | Keely Hodgkinson       | 51"61       | Miranda Coetzee     | 52"10       |
| 100 m hs     | Britany Anderson  | 12"88       | Sarah Lavin            | 12"92       | Elisa Di Lazzaro    | 12"99       |
| 400 m hs     | Anna Ryžykova     | 55"83       | Alice Muraro           | 56"02       | Eleonora Marchiando | 56"26       |
| 100 m T63    | Ambra Sabatini    | 14"49       | Monica Contrafatto     | 14"64       | Chiara Mastropasqua | 15"12       |
| Salto triplo | Diana Ion         | 13,89 m     | Veronica Zanon         | 13,88 m     | Dariya Derkach      | 13,84 m     |

     Prestazione che stabilisce il nuovo record del meeting.